# Laniisoma elegans
El cotinga elegante (Laniisoma elegans), también denominado lanisoma elegante, o lanisoma brasiliano, es una especie de ave paseriforme perteneciente a la  familia Tityridae. Como sugiere su nombre común, antes era considerado una cotinga. Era el único miembro del género Laniisoma hasta la separación del lanisoma andino Laniisoma buckleyi. Es endémico del este de Brasil.

## Distribución y hábitat
Se distribuye por el este y sureste de Brasil desde Alagoas hasta el este de Santa Catarina; principalmente desde el sur de Bahía, hacia el sur por la Mata atlántica de Espírito Santo, ssureste y centro sur de Minas Gerais, Río de Janeiro y São Paulo, hasta el este de Paraná. También puede ser encontrada en fragmentos de bosques más secos en el interior de Minas Gerais, hasta Belo Horizonte. Recientemente registrada en Alagoas y Goiás.
Esta especie es considerada rara y local en sus hábitats naturales; los bosques húmedos tropicales y subtropicales, de baja altitud y montanos, en la Mata atlántica entre 400 y 1350 m. aunque ha sido registrado hasta el nivel del mar en Brasil.

## Descripción
Mide entre 16  y 17,5 cm de longitud y pesa entre 41 y 51 g. El macho tiene la corona negra con anillo ocular amarillo, partes superiores verde oliva. Por abajo es amarillo brillante con escamado negro a través del pecho, en la parte inferior de los flancos y en el criso. La hembra es similar pero con la corona morena y toda las partes inferiores marcadamente escamadas de negro. Los inmaduros son como la hembra pero con grandes puntos rufos en las puntas de las cobertoras.

## Comportamiento
Especie rara y poco común, usualmente es visto solitario en todos los niveles de la selva, pero más a menudo no muy alto. En el Brasil oriental es localmente migratorio durante el invierno y la primavera, aparece en el interior, proveniente del litoral.

### Alimentación
Se alimenta de frutos e insectos que a veces busca junto a bandadas mixtas. Fue observado en matas mesófilas residuales en la meseta paulista alimentándose de los frutos del bugre (Cordia ecalyculata) y de yagrumo macho (Didymopanax morototoni) junto a la paloma colorada  (Columba cayennensis) en los meses de julio y comienzo de octubre.

### Reproducción
En el Brasil oriental se reproduce en los meses de verano en las bajadas litoraleñas.

### Vocalización
El canto del macho es una serie de ocho a diez notas enfáticas, penetrantes, de alta escala «psii-yií» (a menudo comenzando con varias notas simples «psii»), dado desde una rama baja y desobstruida, abriendo ampliamente el pico, abultando la garganta y bajando la cola a cada llamado.

## Sistemática

### Descripción original
La especie L. elegans fue descrita por primera vez por el naturalista sueco Carl Peter Thunberg en 1823 bajo el nombre científico Ampelis elegans; la localidad tipo es «montañas de Río de Janeiro, Brasil».

### Etimología
El nombre genérico neutro «Laniisoma» es una combinación del género Lanius y de la palabra del griego «sōma, sōmatos» que significa ‘cuerpo’; y el nombre de la especie «elegans», proviene del latín «elegans, elegantis» que significa ‘elegante’, ‘fino’.

### Taxonomía
El Congreso Ornitológico Internacional (IOC), Aves del Mundo (HBW) y Birdlife International (BLI) ya consideraban al grupo de subespecies andinas venezuelense, buckleyi y cadwaladeri como una especie separada: el lanisoma andino (Laniisoma buckleyi), siguiendo a Ridgely & Greenfield (2001) e Hilty (2003), con base en diferencias morfológicas, principalmente de plumaje, y vocalización. Esta separación fue también recientemente adoptada por Clements checklist/eBird. Es monotípica.